# Stadtapotheke (Burghausen)

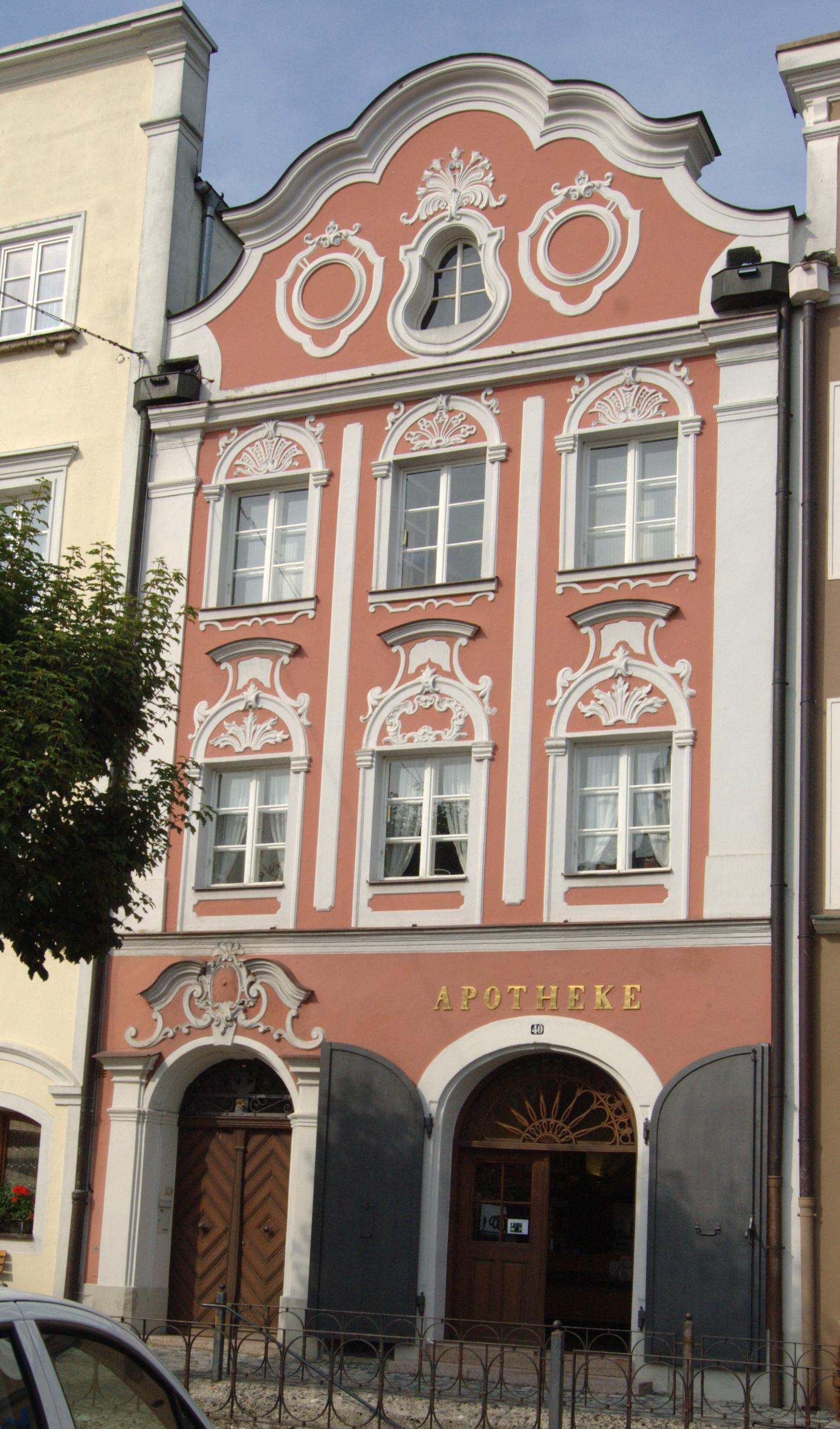
Stadtapotheke Burghausen

Die Stadtapotheke in Burghausen ist ein denkmalgeschütztes Gebäude. Die Apotheke gilt als eine der ältesten in Bayern.

## Geschichte der Apotheke
Ein Gesetz im Jahre 1224, erlassen von Kaiser Friedrich II., bahnte die Trennung von Heilkunde und Arzneimittelbereitung an. In Folge entstanden die ersten Apotheken, unter anderem an den Residenzstädten der niederbayerischen Herzöge, nämlich eine Hofapotheke in Landshut um 1350 und die Apotheke in Burghausen zwischen 1485 und 1500. Seit 1500 sind Abrechnungen der Stadtapotheker erhalten. Die Stadtapotheke war ursprünglich in den Grüben untergebracht. 1595 zog der Apotheker Christoph Stierl in das Gebäude am Stadtplatz 40, in dem sich seither ohne Unterbrechung eine Apotheke befindet.

## Gebäude
Das Gebäude der Stadtapotheke stammt im Kern aus dem 14. und 15. Jahrhundert. Es handelt sich um ein dreigeschossiges Satteldachhaus mit geschweiftem, profiliertem Giebel und drei Obergeschossachsen. Im Keller findet sich ein gotisches Kreuzrippengewölbe, welches vermutlich noch aus dem 14. Jahrhundert stammt. Den Verkaufsraum überspannt ein Kreuzgratgewölbe. In einem rückwärtigen Raum findet sich ein einfaches Tonnengewölbe, vermutlich aus dem 16. Jahrhundert. Die Rokokostuckfassade wurde vom Stadtmaurermeister Johann Konrad Schaffner in der zweiten Hälfte des 18. Jahrhunderts geschaffen. Der Giebel und ein Teil des Stucks erlitten 1945 Bombenschäden und wurden in den folgenden Jahren in den alten Formen wiederhergestellt. Zwei Stuckreliefs im Verkaufsraum, welche den hl. Antonius von Padua und den hl. Franz von Borja darstellen, stammen von einem durchreisenden italienischen Stuckateur. An der Gartenmauer des Hauses findet sich eine Grabplatte für Friedrich Möringer († 1475) von Franz Sickinger.